# 多米尼加劳动党
多米尼加劳动党（缩写为PTD）是多米尼加的一个已不存在的社会主义政党。该党成立于1980年12月21日，由“六一四”革命运动红色路线和无产阶级旗帜合并而成。2019年12月17日，该党改组为人民力量。该党曾信奉毛主义，后来放弃。该党出版报纸《解放》。该党曾支持多米尼加解放党。该党是圣保罗论坛的成员。